# Kaskada elektrowni wodnych na Dnieprze

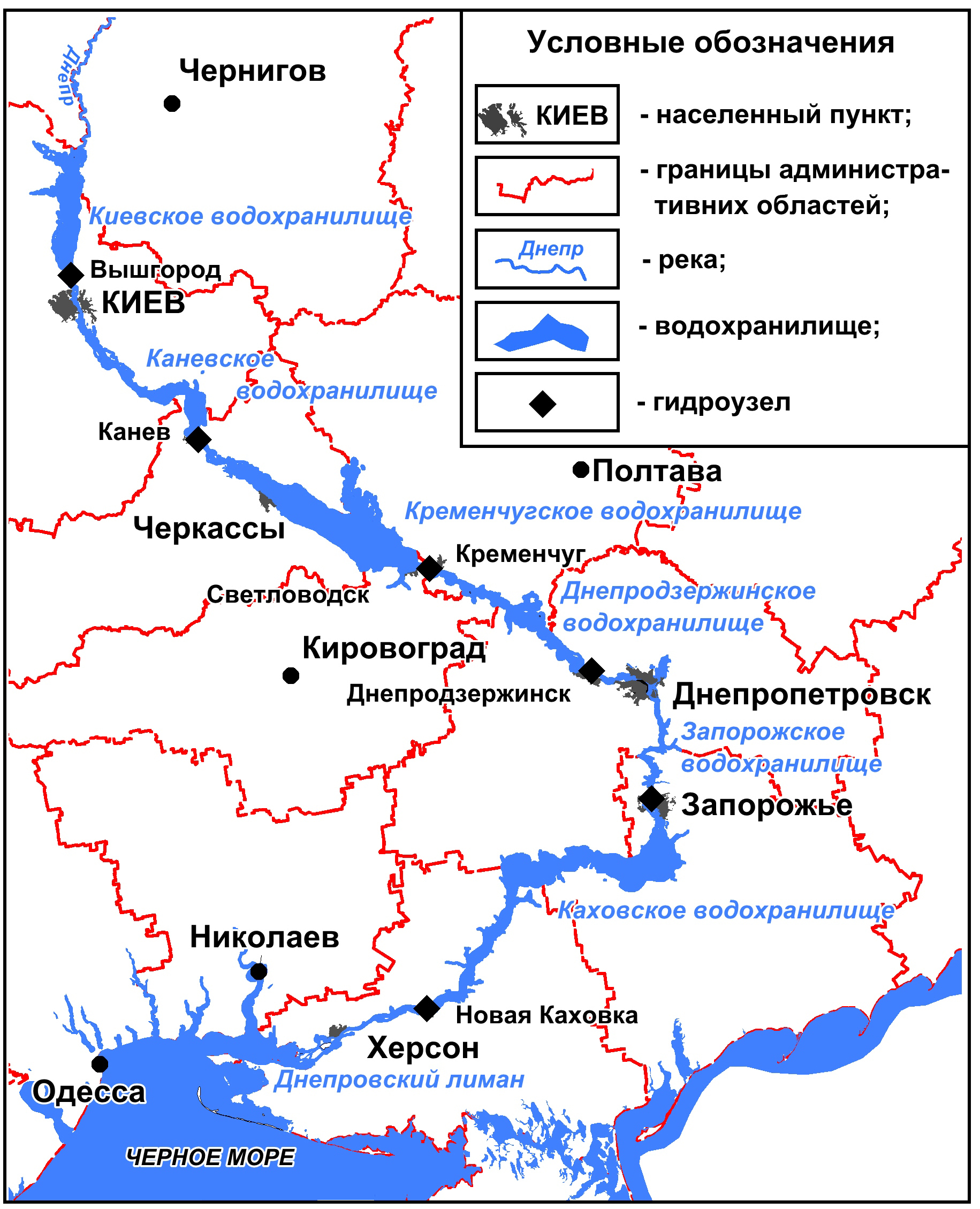
Mapa pokazująca rozmieszczenie zapór elektrowni wodnych i związanych z nimi zbiorników na Dnieprze

W czasach Związku Radzieckiego przepływający przez Ukrainę dolny bieg rzeki Dniepr przekształcono w składający się z sześciu zapór i związanych z nimi zbiorników zespół hydroenergetyczny. Ujarzmianie rzeki rozpoczęto w 1927 roku zainaugurowaniem budowy zapory Dnieprzańskiej Elektrowni Wodnej, zakończono zaś w 1975 roku, kiedy to oddano do użytku Kaniowską Elektrownię Wodną.
Zestawienie dnieprzańskich elektrowni i zbiorników wodnych przedstawia się następująco (kolejność według występowania w kaskadzie):
- Kijowska Elektrownia Wodna(inne języki), zbudowana w latach 1964–1968; zapora położona w Wyszogrodzie tworzy Zbiornik Kijowski[4][5]
- Kaniowska Elektrownia Wodna(inne języki), zbudowana w latach 1964–1975; zapora położona w Kaniowie tworzy Zbiornik Kaniowski[4][3]
- Krzemieńczucka Elektrownia Wodna(inne języki), zbudowana w latach 1954–1959; zapora położona w Switłowodśku tworzy Zbiornik Krzemieńczucki[4][6]
- Środkowodnieprzańska Elektrownia Wodna(inne języki) (do 2016 roku Dnieprodzierżyńska Elektrownia Wodna), zbudowana w latach 1956–1963; zapora położona w Kamieńskiem tworzy Zbiornik Kamieński[4][7][8]
- Dnieprzańska Elektrownia Wodna, zbudowana w latach 1927–1932; zapora położona w Zaporożu tworzy Zbiornik Dnieprzański[4][2]
- Kachowska Elektrownia Wodna, zbudowana w latach 1950–1956; zapora położona w Nowej Kachowce tworzy Zbiornik Kachowski (obecnie – według stanu na 2023 rok – zapora elektrowni jest zniszczona)[4][9]

Największą z elektrowni jest Dnieprzańska Elektrownia Wodna.
Ogólna powierzchnia zbiorników wodnych utworzonych przez zapory elektrowni wynosi 6950 km², a objętość zgromadzonych w nich zapasów wody – 43,8 km³.
Budowa elektrowni wodnych na Dnieprze była wykorzystywana w radzieckiej propagandzie jako przykład zdolności państwa do ujarzmiania sił natury w celu przyspieszenia budowy komunizmu. W 1952 roku ukazała się książka Великие сталинские стройки на Днепре (trb. Wielikie stalinskie strojki na Dnieprie, pol. „Wielkie stalinowskie budowy na Dnieprze”) autorstwa Lidii Kucharenko, w której można znaleźć przemówienie przewodniczącego Rady Komisarzy Ludowych ZSRR (premiera) Wiaczesława Mołotowa, z którego wynika, że „Dnieprobudowa pobiła światowy rekord lania betonu” i że „jest ona przykładem jak należy zwyciężać na drodze do komunizmu”; wypowiedź komisarza ludowego przemysłu ciężkiego Sergo Ordżonikidzego podkreślającą, że „tylko pod przewodnictwem naszej partii, tylko w zjednoczonym zrywie całego proletariatu, można było zakuć Dniepr w żelazobeton i oddać na służbę socjalizmowi”, a także informację, że wokół inwestycji rozwinęła się ostra walka klas oraz puentę o następujacej treści: „Radziecki lud z zachwytem powitał wieść o zwycięstwie nad Dnieprem. Nasi poeci w pieśniach i wierszach sławili tę pamiętną datę”.

W 1997 roku Jacek Hugo-Bader napisał w Magazynie Gazety Wyborczej utrzymany w krytycznym tonie artykuł o dnieprzańskich elektrowniach i rzeczywistych skutkach ich powstania. Wymowę artykułu dobrze oddaje następujący fragment: 

Zgwałcony został cały rzeczny ekosystem. Pod wodą znalazły się najwspanialsze w Europie ostoje ptactwa wodnego. Wyginęły wędrujące ryby, rzeka straciła zdolność do samooczyszczania się. Natomiast płytka, szeroko rozlana woda w upalne lata rozgrzewa się tak bardzo, że ginie w niej całe życie biologiczne. Korzyści z zalania doliny Dniepru są minimalne. Rzeka stała się spławna, do czego wystarczyłby zresztą jeden zalew, ten, który zatopił sławne porohy powyżej miasta Zaporoże. Ale pod wodą znalazły się najlepsze ziemie.

Jedna trzecia wyprodukowanej przez dnieprzańskie elektrownie energii elektrycznej przeznaczana jest na likwidację szkód, spowodowanych przez budowę tych elektrowni. Szkody te to m.in. zalewanie wodą kopalń w rejonie Krzywego Rogu i Dniepru.